# Инсбрук-Ланд
Инсбрук-Ланд (нем. Bezirk Innsbruck-Land) — политический округ в Австрии. Округ входит в федеральную землю Тироль. Население на 31 декабря 2020 года — 198 691 чел. Занимает площадь 1.990,09 км². Плотность населения 91 чел./км². Центр политического округа штатутарштадт Инсбрук является отдельной административно-территориальной единицей и в состав округа не входит.

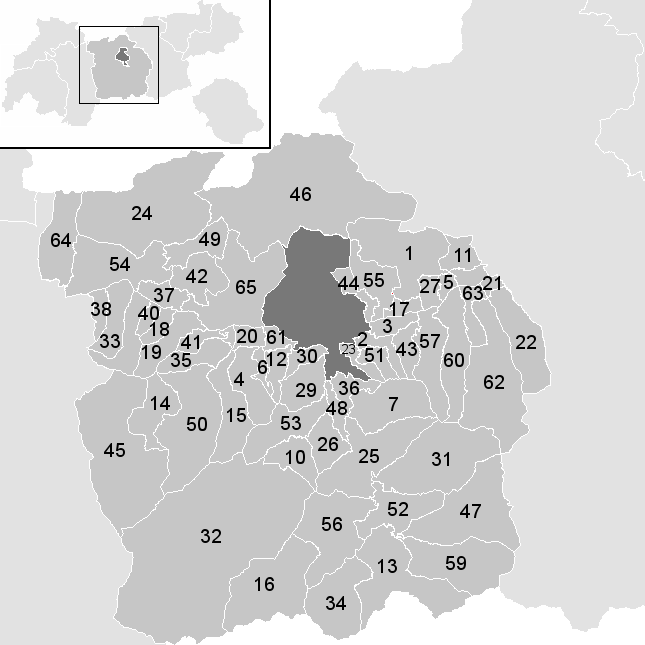
Общины политического округа Инсбрук-Ланд

## Города и общины
1. Абзам
2. Альдранс
3. Ампас
4. Аксамс
5. Баумкирхен
6. Биргиц
7. Эльбёген
8. Флаурлинг
9. Фритценс
10. Фульпмес
11. Гнаденвальд
12. Гётценс
13. Грис-на-Бреннере
14. Грис-им-Зельрайн
15. Гринценс
16. Гшниц
17. Халль-ин-Тироль
18. Хаттинг
19. Инцинг
20. Кематен
21. Кользас
22. Кользасберг
23. Ланс
24. Лойташ
25. Матрай-на-Бреннере
26. Мидерс
27. Мильс
28. Муттерс
29. Наттерс
30. Нафис
31. Нойштифт
32. Оберхофен
33. Обернберг-на-Бреннере
34. Оберперфус
35. Пач
36. Петтнау
37. Пфаффенхофен
38. Поллинг
39. Рангген
40. Райт-бай-Зефельд
41. Ринн
42. Рум
43. Санкт-Зигмунд
44. Шарниц
45. Шмирн
46. Шёнберг
47. Зефельд
48. Зельрайн
49. Зистранс
50. Штайнах-на-Бреннере
51. Тельфес-им-Штубай
52. Тельфс
53. Таур
54. Тринс
55. Тульфес
56. Унтерперфус
57. Фальс
58. Фёльс
59. Фольдерс
60. Ваттенберг
61. Ваттенс
62. Вильдермиминг
63. Цирль